# 追手風部屋
追手風部屋，是日本相撲協會下的相撲部屋，屬時津風一門(原屬伊勢濱一門)。
最早的追手風部屋是由前大關清水川元吉1938年1月成立，現在的追手風部屋是在1998年原立浪部屋出身的大翔山直樹建立(因與原追手風親方長女結婚)。直到2010年共有20位力士，有7位關取，多於其他相撲部屋，在2019年有8位力士曾有幕內經驗。
造部屋的力士的四股名多用「大翔」作開首。